# Rock 'n' Roll (album d'Eddy Mitchell)
Pour les articles homonymes, voir Rock 'n' roll (homonymie).
Albums de Eddy Mitchell
Olympia 69
(1969) Zig-zag
(1972)
Singles
1. Arc en ciel
Sortie : 6 mars 1971
2. Gwendolinda
Sortie : 10 juin 1971
3. Rock n' roll star
Sortie : 24 juin 1971

Rock n' Roll est le onzième album studio d'Eddy Mitchell sorti en 1971.

## Histoire
Au début des années 1970, la carrière d'Eddy Mitchell est au « creux de la vague ». Après un rythme effréné depuis le début des années 1960, pour la première fois, Eddy ne sort aucun album au cours de l'année 1970. Pour y remédier Eddie Barclay suggère de reformer le groupe Les Chaussettes noires. Le projet est mort-né du fait du manque d'intérêt des principaux intéressés. Mitchell refuse par ailleurs de réenregistrer quelques-uns de ses premiers titres qui firent son succès de la période 1961-1964, mais, après plusieurs années d'errance dans de nombreux courants musicaux, revient au rock 'n' roll.
Pour annoncer la couleur, ainsi est nommé ce nouvel album enregistré au Château d'Hérouville rendu célèbre pour son studio d'enregistrement où sont venus de nombreux artistes internationaux. L'opus oscille entre reprises et compositions originales. Dean Noton (ex membre du groupe Les Fantômes), est à la guitare et donne à l'ensemble un côté hard rock sur les parties rythmées. Michel Polnareff, en invité « spécial », est au piano sur Pneumonie Rock et Boogie Woogie Toux ; sa participation n'est pas créditée sur le disque, seule une photographie au verso de la pochette témoigne de sa présence, ainsi que celle de Johnny Hallyday en visite amicale.
Parmi les musiciens, on trouve aussi le batteur Gilbert Bastelica, un ancien Chaussettes noires et le guitariste anglais Mick Green des Pirates de Johnny Kidd.
Cette lente reconquête du public trouvera son aboutissement en 1974, avec l'album Rocking in Nashville, enregistré dans la capitale du Tennessee, dont le succès remettra définitivement Eddy Mitchell au premier plan.
L'édition CD parue en 1994 comprend, en bonus, les morceaux sortis en 45 tours en 1970.

## Liste des titres
| No  | Titre                                                                              | Paroles                   | Musique                | Durée |
| --- | ---------------------------------------------------------------------------------- | ------------------------- | ---------------------- | ----- |
| 1.  | Le Marchand de poupées                                                             | Claude Moine              | Dean Noton             | 3:08  |
| 2.  | Ça n'arrive qu'aux vivants                                                         | Claude Moine              | Pierre Papadiamandis   | 3:13  |
| 3.  | Big Boss Man (version française de Big Boss Man (song) (en))                       | Claude Moine (adaptation) | Luther Dixon, Al Smith | 3:15  |
| 4.  | Le Nouveau Mercenaire                                                              | Claude Moine              | Pierre Papadiamandis   | 2:45  |
| 5.  | J'aime le rock and roll (Rock and Roll Music)                                      | Claude Moine (adaptation) | Chuck Berry            | 2:14  |
| 6.  | Rock and Roll Star                                                                 | Claude Moine              | Pierre Papadiamandis   | 3:09  |
| 7.  | Pauvre immigrant                                                                   | Claude Moine              | Pierre Papadiamandis   | 2:43  |
| 8.  | Pneumonie Rock et Boogie Woogie Toux (Rockin' Pneumonia and the Boogie Woogie Flu) | Claude Moine (adaptation) | Johnny Vincent (en)    | 3:14  |
| 9.  | Je te reviendrai toujours                                                          | Claude Moine              | Marc Berteaux          | 2:53  |
| 10. | Gwendolinda                                                                        | Claude Moine              | Dean Noton             | 3:00  |
| 11. | Arc en ciel                                                                        | Claude Moine              | André Hervé            | 2:49  |

### Titres bonus (réédition CD)
Ces titres étaient uniquement disponibles en 45 tours à l'époque.
| No  | Titre                                              | Paroles                    | Musique              | Durée |
| --- | -------------------------------------------------- | -------------------------- | -------------------- | ----- |
| 12. | Arizona (version française de Arizona (song) (en)) | Yves Dessca (adaptation)   | Kenny Young (en)     | 2:46  |
| 13. | Elle part                                          | Claude Moine               | Pierre Papadiamandis | 2:37  |
| 14. | J'aurai sa fille (Down on the Corner)              | Vline Buggy (adaptation)   | John Fogerty         | 2:38  |
| 15. | Garde bien tes deux mains sur la table             | Claude Moine               | Pierre Papadiamandis | 2:42  |
| 16. | Les Vieux Loups                                    | Claude Moine               | Pierre Papadiamandis | 2:42  |
| 17. | L'Accident (Vehicle (song) (en))                   | Claude Moine (adaptation)  | Jim Peterik (en)     | 2:54  |
| 18. | Dodo Métro Boulot Dodo                             | Claude Moine, Jean Édouard | Pierre Papadiamandis | 3:32  |
| 19. | À l'ouest d'Eddy                                   | Claude Moine               | Pierre Papadiamandis | 2:46  |
| 20. | Le Vieil Arbre                                     | Claude Moine               | Pierre Papadiamandis | 3:19  |

## Crédits

### Musiciens
- Marc Bertaux : basse
- Gilbert Bastelica : batterie
- Dean Noton : guitare
- Mick Green : guitare électrique
- Jo Wright : guitare électrique
- Don Harding : guitare acoustique
- Pierre Papadiamandis : claviers
- Serge Blondi : percussion
- Jeff Seffer : saxophone soprano
- Michel Ripoche : violon
- Jean Louis, Pierre Papadiamandis, Marc Berteaux, Claude Moine : chœurs

### Production
- Réalisateur artistique : Jean Fernandez
- Prise de son : Dominique Blanc-Francard, Keith Harwood
- Mixage : GP
- Photographie : Gilbert Moreau